# گابی بازمان
گابی بازمان (آلمانی: Gaby Bußmann؛ زادهٔ ۸ اکتبر ۱۹۵۹) دونده سرعت زن اهل آلمان بود.